# Censura Ecclesiae orientalis
Censura Ecclesiae orientalis – dzieło kaznodziei królewskiego Stanisława Sokołowskiego wydane w Krakowie w 1582 roku, w którym krytycznie odniósł się do propozycji zjednoczenia niemieckich protestantów z Cerkwią grecką. Propozycja taka padła w korespondencji patriarchy konstantynopolitańskiego Jeremiasza II Tranosa i uniwersytetu w Tybindze.